# Warren (Maine)
Warren – miasto w Stanach Zjednoczonych, w stanie Maine, w hrabstwie Knox.